# Augustus-Tempel (Pula)

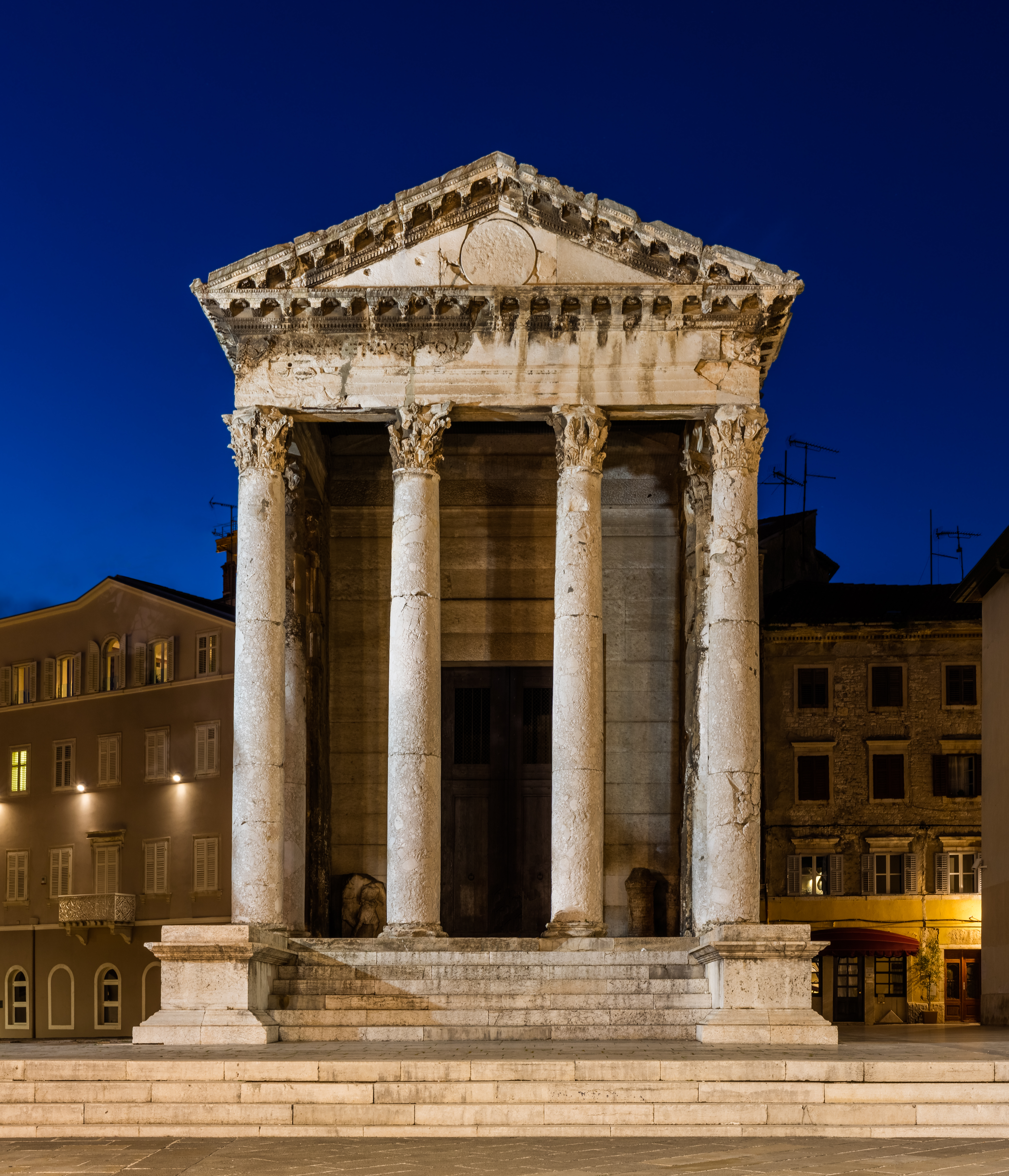
Augustus-Tempel in Pula

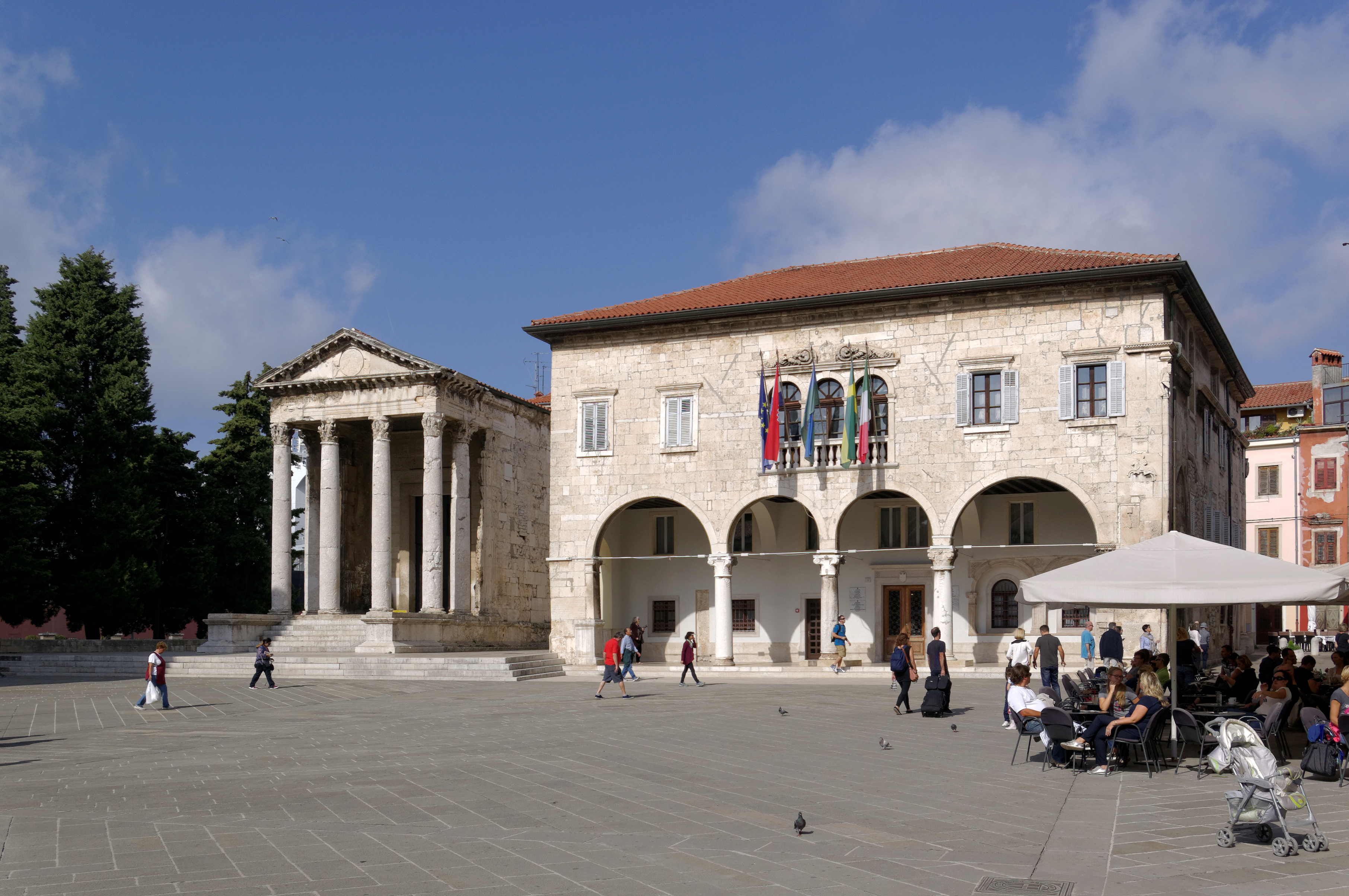
Die Lage des Tempels am Platz der Republik

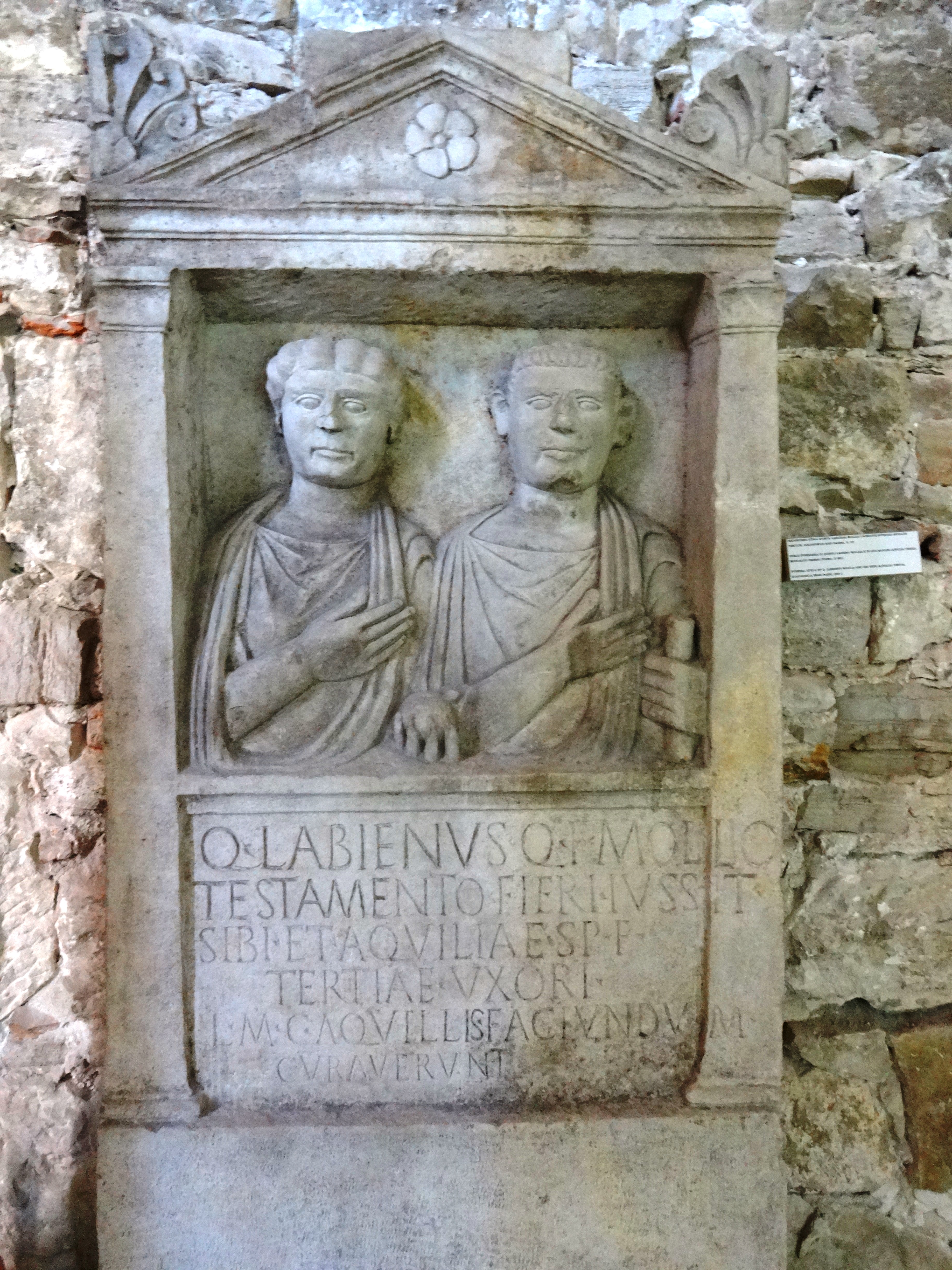
Grabstele Q. Labienus Mollio und Aquillia Tertia, Augustustempel, Pula, 2. Jahrhundert n. Chr.

Der Augustus-Tempel (kroatisch Augustov Hram) in Pula (lat. Pola) in Kroatien stammt aus dem 1. Jahrhundert n. Chr. Zu finden ist der Tempel auf dem Platz der Republik. Von den Einwohnern Pulas wird dieser Platz auch Forum genannt.

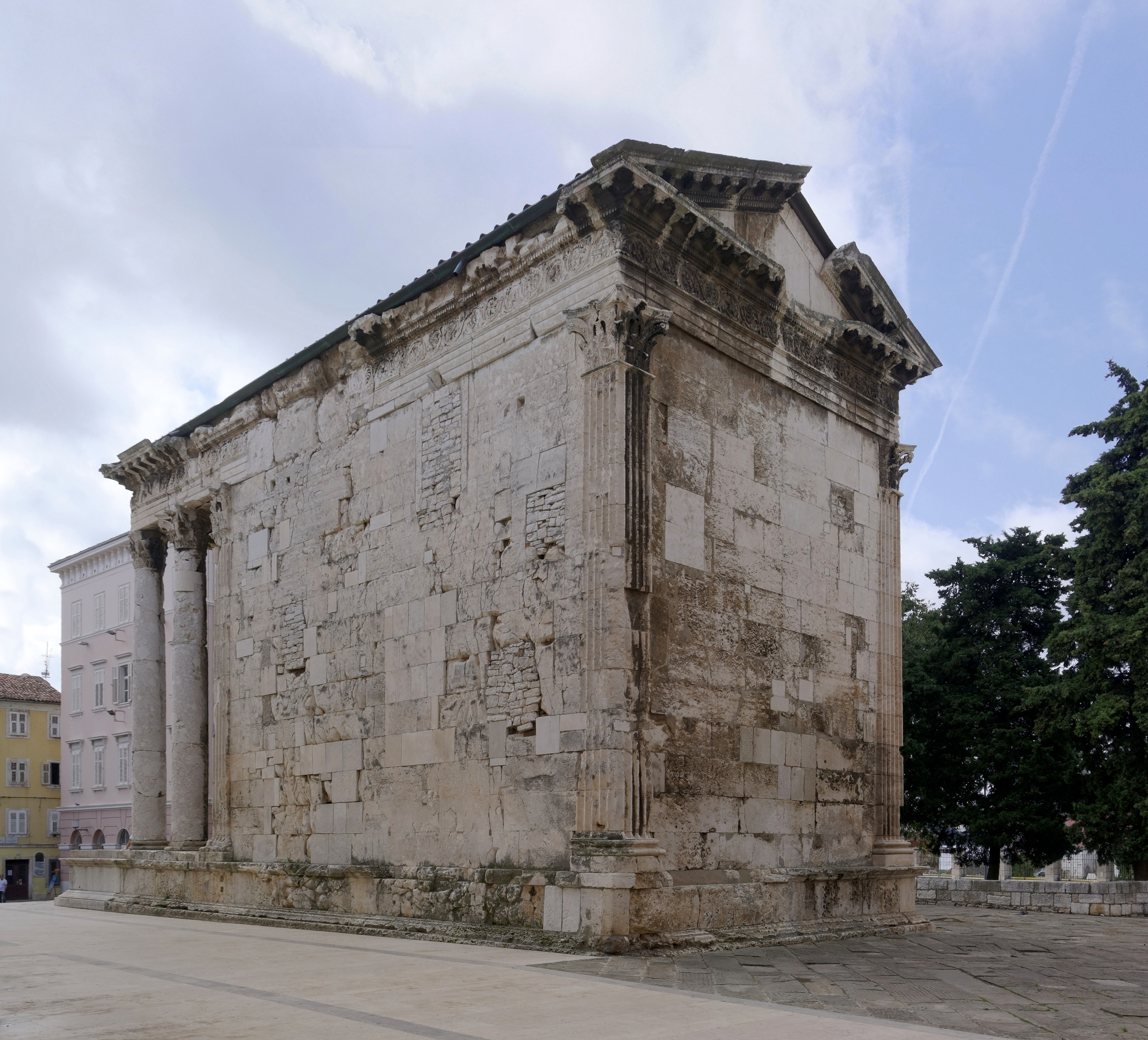
Rückseite des Tempels

Der Augustustempel ist ein wohlproportionierter Bau, der trotz der relativ geringen Dimensionen ausgesprochen monumental wirkt. Er ist ein äußerst wertvolles Beispiel des Tempelbaus im frühesten Kaiserreich. Gebaut wurde der Tempel während der Herrschaft des Kaisers Augustus (27 v. Chr. – 14 n. Chr.). Er war dem Kaiser und der Göttin Roma gewidmet.
Das rechteckige Fundament bildet einen erhöhten Unterbau. Die Rückseite des Tempels nimmt eine geschlossene Cella ein, während sich im Vorderteil ein offener aus vier Front- und je einer Seitensäule gebildeter Pronaos befindet. Unter dem Dach verläuft fast um den ganzen Tempel ein dekorativer Relieffries. Nach der Antike diente der Tempel eine Zeitlang als Kirche und danach als Getreidespeicher. Napoleons Marschall Marmont ließ Anfang des 19. Jahrhunderts das erste Lapidarium antiker Steindenkmäler darin errichten. Der Tempel wurde 2 Monate vor dem Ende des Zweiten Weltkriegs von einer US-amerikanischen Fliegerbombe getroffen und weitgehend zerstört. In den Jahren von 1945 bis 1947 wurde er von italienischen Archäologen restauriert.
Der kleine Innenraum ist zu besichtigen und enthält einige wenige, aber bedeutende archäologische Funde, die Teil der Antikensammlung des Archäologischen Museums Istriens in Pula sind.